# 凱達格蘭大道大型集會遊行列表

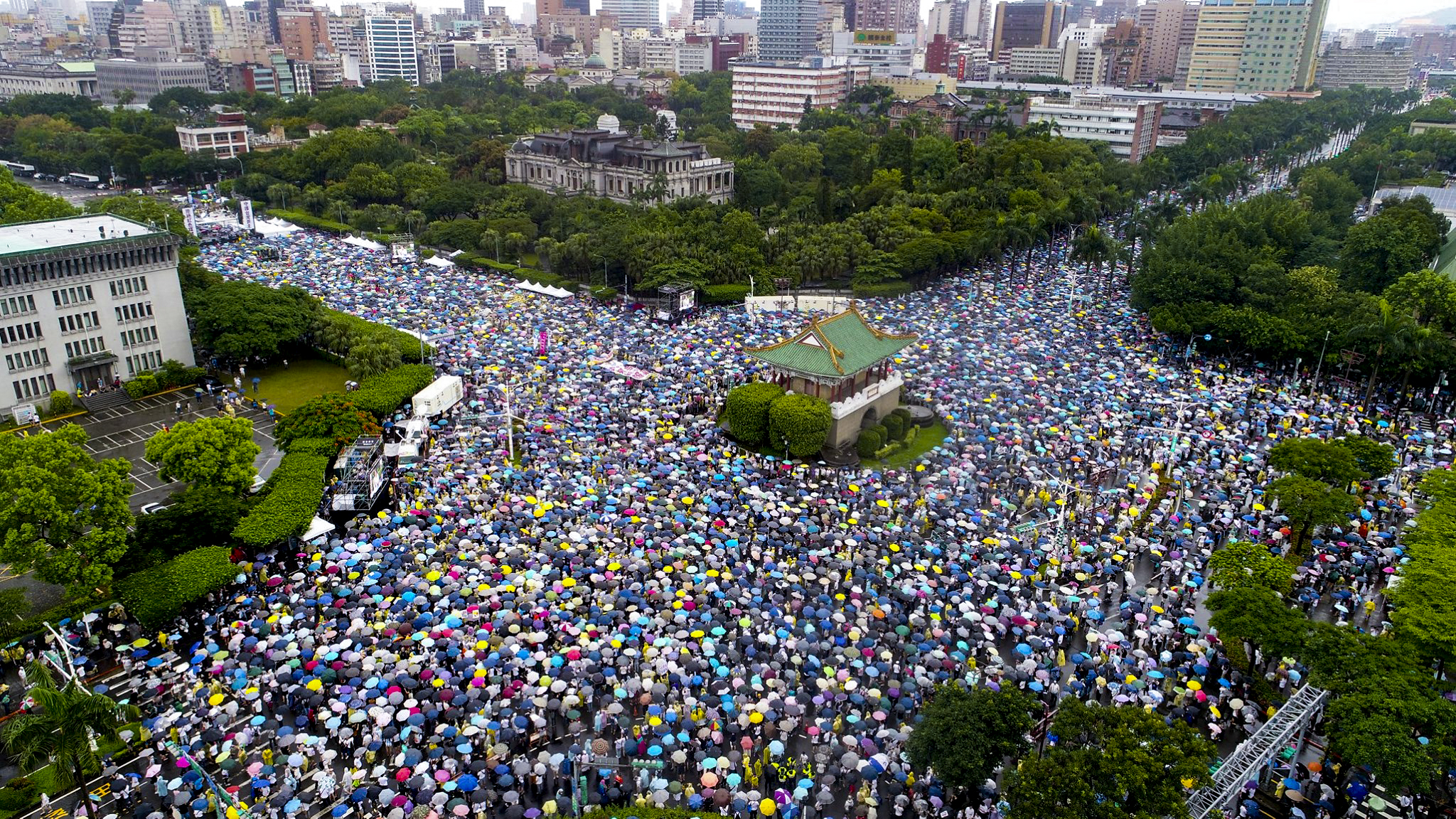
2019年「拒絕紅色媒體、守護台灣民主」遊行

本表列為在凱達格蘭大道（舊名介壽路）上舉行過之大型集會遊行。

## 1980年代

### 1986年
- 12月13日鹿港反杜邦運動，到總統府前抗議，成為全台第一個在總統府前抗議的環境運動事件。

### 1988年
- 5月20日，林國華、蕭裕珍等人率領雲林農權會，以農業開放可能導致農民權利受損為抗議目標，主導南部農民北上台北請願活動，此事件稱為「520事件」。

## 1990年代

### 1991年
- 10月8日，一百行動聯盟發起「反閱兵廢惡法」運動，在總統府前進行靜坐，兩日後遭憲兵驅離，轉移至臺大醫學院基礎醫學大樓靜坐。
- 10月10日，中華民國建國八十年雙十節國慶閱兵大典在此舉行，由時任中華民國總統兼三軍統帥李登輝親臨校閱中華民國國軍官兵

### 1992年
- 4月17日，民主進步黨國民大會代表黨團集體前往總統府前靜坐，警方前後三次舉牌警告，後又發生王姓民眾駕車意圖衝撞靜坐者的事件，歷時約3小時後，行動於中午宣佈解散。兩天後民主進步黨發動的「四一九大遊行」也試圖從後方寶慶路方向進入總統府管制區而引發局部衝突。

### 1994年
- 6月24日，由「台灣原住民族憲法運動聯盟」等團體發起「爭取正名權、土地權、自治權入憲大遊行」活動，原本預計轉往中正紀念堂，卻突然轉往總統府方向前進，因而在介壽路與鎮暴警察僵持三個小時，並遭警方以違反集會遊行法，五次舉牌警告，後由總統府秘書長蔣彥士接見請願代表並收下請願信後，遊行群眾才依原定路線前往中正紀念堂。
- 7月18日，勞動黨主席率眾在總統府前集會示威，後因違反集會遊行法，被叛處六個月徒刑得易科罰金。
- 10月10日，國慶日當天，「廢除惡法行動聯盟」及「台灣環保聯盟」等團體，為了抗議警方限制社運團體進入博愛特區的規定，試圖化整為零到達總統府前抗議，但都相繼遭保安警察、憲兵驅離。

### 1996年
- 3月7日，婦女節前一日，由十八個婦女團體組成的「婦女一百行動聯盟」舉行「女人一百大遊行」，訴求為爭取多項女權。
- 6月8日，反核團體舉辦「608廢核大遊行」，抗議行政院提出核四覆議案

### 1997年
- 5月，由於發生白曉燕命案，人本教育基金會結合500多個民間團體，相繼舉辦了「五月四日悼曉燕，為台灣而走」「五一八用腳愛台灣」「五二四陪台灣到天亮」等遊行活動，前兩個活動都有約10萬人參與，五一八的活動也是台灣第一次以雷射光束投影於總統府塔樓牆上的公民運動，之後這樣的手法被許多公民運動所仿效。
- 6月22日，由創國基金會、台灣學生工作隊等民間團體組織的「人民抵抗行動組合」發起「反分贓開步走」大遊行，反對政府藉修憲之名、行分贓之實。
- 7月13日，民間監督憲改聯盟等社運團體舉行「人民作主、公投入憲」大遊行。
- 9月27日，由多個教育團體組成的「搶救教科文聯線」發起了「九二七行動」及「歡喜來討債」大遊行，抗議國民大會凍結了原憲法第164條對教科文預算的下限保障。
- 10月19日，民間司法改革基金會發起「一○一九為司法復活而走大遊行」訴求司法改革。

### 1999年
- 6月10日，新黨發起「前進總統府，搶救一百億」活動，抗議總統李登輝無償金援科索伏難民三億美元。
- 7月24日，新黨發動「和平反戰大遊行」，抗議總統李登輝所提出的兩國論。
- 7月24日，澄社等多個民間社團共同發起「724廢國大、反黑金」大遊行，7月9日「廢國大苦行」從屏東出發開始，於7月24日抵達總統府前[1]。
- 9月11日，新黨發起「全民譴責延任國代大遊行」，抗議國代延任。
- 10月9日，九二一大地震受災戶聯盟發起「一○○九夜宿總統府行動」，由於時值國慶日前夕等因素，臺北市政府警察局最後臨時撤銷許可，雙方因而在凱道對峙了約六小時，中間警方三次舉牌警告，最後在雙方協調下，集會民眾撤離凱道，轉往中正紀念堂夜宿[2][3]。

## 2000年代

### 2000年
- 2000年中華民國總統大選後，對中國國民黨失去執政權及總統李登輝不滿的親民黨支持者曾佔據凱達格蘭大道，歷時長達一週。
- 11月12日，反核團體發動「非核家園 安居台灣」大遊行。
- 12月10日及15日，勞工團體發動1210大遊行及1215大遊行，捍衛縮短工時。

### 2001年
- 11月10日，中國國民黨發動「反失業救經濟大遊行」。

### 2002年
- 4月4日，影音業者發動「反盜版大遊行」，多名港台歌手參與。
- 9月28日，中華民國全國教師會在教師節當天發動「團結尊嚴九二八」大遊行，爭取教師會適用工會法等議題。
- 11月23日，農漁民團體在凱道發起歷年來最大規模的農民遊行「一一二三與農共生大遊行」表達訴求

### 2003年
- 1月19日，塑膠產業勞工失業自救會發動「119救救我抗議環保署霸政全民團結大遊行」，抗議塑膠限用政策。
- 9月6日，獨派團體發起「台灣正名運動大遊行」。
- 9月28日，全國教師會再次於教師節發動大型遊行，回歸教育議題，參與人數不如前一年。

### 2004年
- 2004年中華民國總統大選後，對選舉結果不滿的泛藍支持者曾佔據凱達格蘭大道，歷時長達兩個月。

### 2005年
- 3月26日，三二六護台灣大遊行。
- 9月25日，手护台湾大游行。
- 12月10日，全國教師會在凱道發動靜坐活動，抗議政府刪減18%優惠存款利率的改革過程羞辱教師等議題。

### 2006年
- 9月9日，施明德等人在此發起百萬人民倒扁運動。

### 2007年
- 3月31日，中國國民黨舉辦熱愛台灣 捍衛中華民國 331大遊行，重溫兩蔣時代。
- 9月9日，倒扁總部重返凱道，舉辦燭光晚會
- 11月3日，民主進步黨在凱道舉辦「聖火護台灣‧加入聯合國」晚會
- 12月29日，紅黨在凱道舉辦群眾集會。

### 2008年
- 3月16日，中國國民黨在2008年中華民國總統選舉前夕發起全台串聯的「台灣向前行，全民大遊行」，其中台北場於凱道集結。
- 2008年8月30日，由多個獨派社團發起830百日怒吼大遊行。
- 10月25日，由民主進步黨發起1025反黑心顧台灣大遊行。

### 2009年
- 5月2日，平埔族原住民團體發起「台灣母親‧平埔正名 誓師大會」，訴求還平埔族身分權[4]。
- 5月17日，泛綠陣營舉辦517嗆馬保台大遊行，並在凱道舉行24小時靜坐。
- 7月12日，由家長團體發起了我要免試的12年國教大遊行。
- 10月31日，多個同志團體共同舉辦2009同志愛很大遊行，這是台灣首次於凱道集結的同志遊行。

## 2010年代

### 2010年
- 9月25日，訴求建立起性侵案件專家證人制度，以維護兒少人權，與汰換不適任法官的白玫瑰運動，在此舉行。
- 10月30日，多個同志團體共同舉辦2010投同志政策一票遊行。
- 12月26日，「稅災自救聯盟」發起「維護納稅人權利 終結違法稅單」遊行，遊行隊伍從國父紀念館出發沿著逸仙路、忠孝東路、建國南路轉仁愛路，最後於凱達格蘭大道集結，此遊行引起後續「納稅者權利保護法」立法。[5][6]

### 2011年
- 10月29日，多個同志團體共同舉辦2011彩虹征戰，歧視滾蛋遊行。

### 2012年
- 5月19日，民進黨及台聯舉辦519嗆馬踹共大遊行。
- 10月30日，多個同志團體共同舉辦2012革命婚姻──婚姻平權，伴侶多元遊行。
- 11月25日，集結不同領域的社運團體聯合舉辦「2012秋鬥—人民向左轉」遊行，於凱達格蘭大道會師[7]。
- 12月31日晚上至隔日清晨，反媒體巨獸青年聯盟發起「先別管煙火了，你聽過媒體壟斷嗎？─反媒體巨獸元旦行動」，這是反媒體壟斷運動的延伸活動[8]。

### 2013年
- 1月13日，民進黨黨主席蘇貞昌領軍，舉辦「人民火大，一路嗆馬」遊行[9]。
- 1月19日，由於年金改革等問題，由多個勞工團體發起「顧老本、拚生存：119勞工自救大遊行」[10]。
- 2月2日，多個中華民國公營事業工會組成了國公營工會大聯盟，號召近5萬員工上凱道表達對於政府刪減績效獎金規定的不滿[11]。
- 3月9日，台灣廢核團體於凱達格蘭大道進行309廢核大遊行，主要的五項訴求為：停止追加核四預算；停止核四裝填燃料；核一、二、三廠儘速除役；核廢料立即遷出蘭嶼；政府提出用電需求零成長的具體方案[12]。
- 3月16日，青年樂生聯盟等團體發起了「316樂生大遊行」，要求樂生療養院土方回填、遷移機廠[13]。
- 4月20日，由於美麗灣度假村爭議，聲援者發起了「不要告別東海岸徒步行動」，從台東杉原海灣徒步17日到達凱道並舉行音樂會[14]。
- 5月1日，多個勞工團體在勞動節這天發起了「官逼民反－2013勞工要安全、拚未來大遊行」，提出多項勞工權益相關訴求[15][16]。
- 5月19日，我愛台灣反核行動聯盟發起「519反核行動--終結核電大遊行」[17]。
- 5月25日，由於年金改革問題，全教總號召發起「525打掉爛案、導正改革行動」[18]。
- 6月8日，多個環保及漁業團體舉辦「世界海洋日護魚大會師」[19]。
- 7月27日，反黑箱協議行動聯盟為反對海峽兩岸服務貿易協議，舉辦「反黑箱協議、要生存權利全民大會」[20]。
- 8月3日，公民1985行動聯盟因應洪仲丘事件發起「萬人白T凱道送仲丘」活動，未經政黨動員下，主辦單位估計約有25萬人到場[21]。
- 8月18日，台灣農村陣線等多個團體以大埔事件四戶強制拆除滿月為號召，舉辦「把國家還給人民 818拆政府」晚會，在晚會結束後並演變成「818佔領內政部事件」[22][23]。
- 8月27日，華光社區拒拆戶及聲援者，舉辦「破殼蝸牛，華光斷垣苦行」，從華光社區遊行至凱道[24]。
- 9月29日，929凱道怒火聯盟舉辦嗆馬晚會[25]。
- 11月30日，下一代幸福聯盟為了反對多元成家立法草案，在凱道舉辦「1130全民上凱道，為下一代幸福讚出來」活動。
- 12月22日，為反對海峽兩岸服務貿易協議，反黑箱服貿民主陣線等團體，在凱道舉辦「拒絕服貿闖關、立法破黑箱」活動。

### 2014年

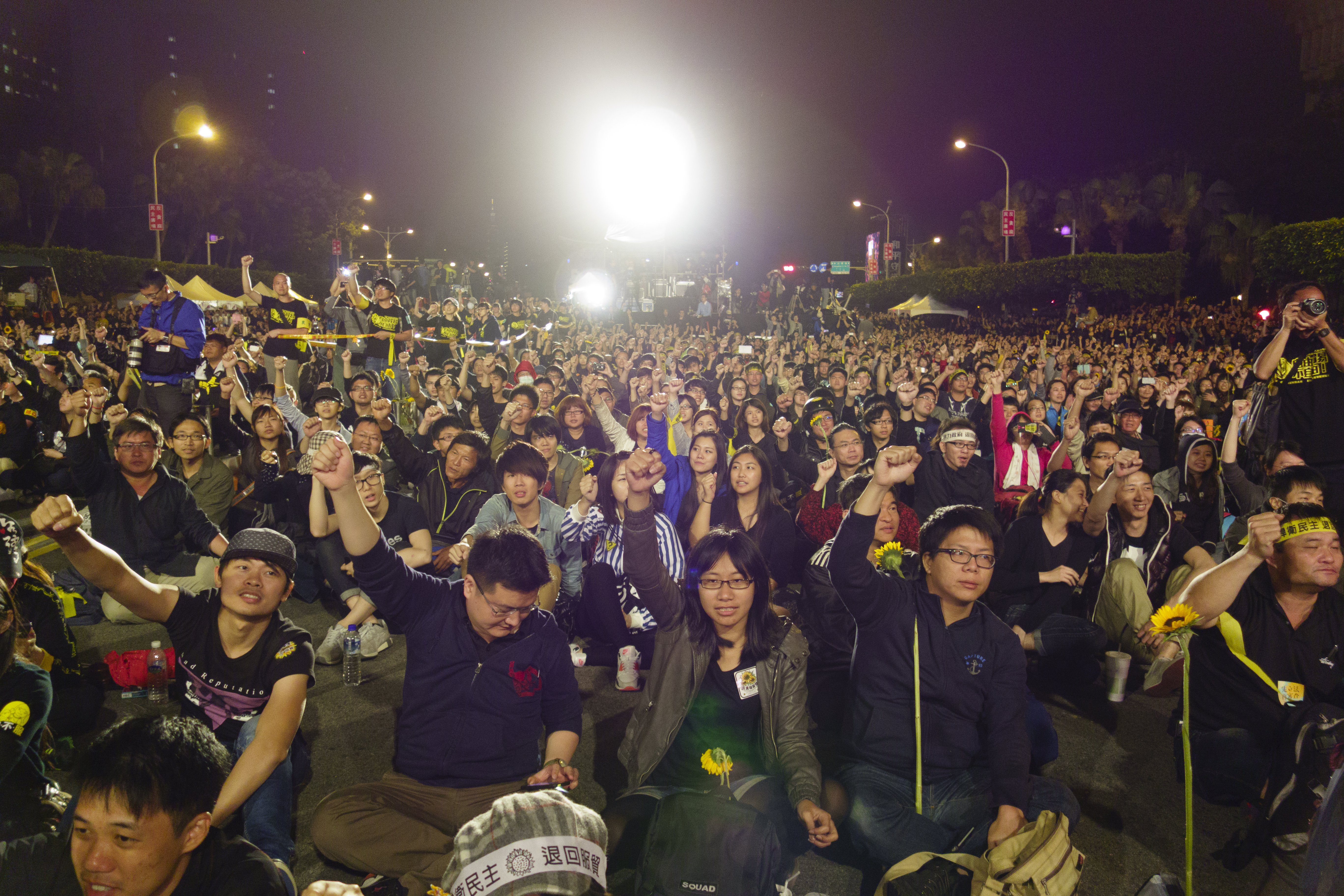
330反服貿遊行期間位於凱道的抗議群眾

- 3月8日，由多個反核團體所組成的全國廢核行動平台，在309廢核大遊行即將屆滿一週年，同時也是福島核災三週年前夕，再次發起「全台廢核大遊行」表達反核立場。
- 3月30日，由反黑箱服貿太陽花學運發起「捍衛民主、退回服貿、人民站出來！330凱道集結」行動，從下午1點開始到晚上7點為止。而這次行動也打破2013年8月3日公民1985行動聯盟為洪仲丘事件發起的「萬人白T凱道送仲丘」的公民運動非政黨動員集會人數，主辦單位認為最多時至少有50萬人[26]。
- 4月19日晚上，大腸花論壇在凱道前的台北賓館前舉行「大腸花垃圾話終極版」，由於未申請集會遊行，因此過程中警方三度舉牌，但並未進行驅離[27]。
- 4月27日，全國廢核行動平台，呼應2014年林義雄反核四禁食行動，發起「廢核大遊行」，要求停建核四，並演變成佔領忠孝西路事件。
- 5月4日，新黨發起「新五四運動」。
- 9月1日，2014年臺灣高雄氣爆事故滿一個月，消防員工作權益促進會發起「九月一日凱道公祭悼亡魂」活動，提出「人力要補足、裝備要改善、救災要專責、政府別打壓」等四大訴求[28]。
- 10月25日，多個同志團體共同舉辦「擁抱性／別・認同差異」遊行。[29]。
- 11月24日，中國國民黨在2014年中華民國地方公職人員選舉前週末，舉辦「挺台北、挺 FTA、挺勝文」大遊行。

### 2015年
- 3月7日，全國教師總工會舉辦「307全民護幼大遊行」[30]。
- 3月14日，反核團體舉辦「廢核大遊行」。
- 5月1日，勞工團體舉辦「2015五一遊行」。
- 10月24日，民國黨舉辦「正義之獅救台灣」活動[31]。
- 11月7日，由經濟民主連合(原反黑箱服貿民主陣線)、台灣守護民主平台等多個團體，舉辦「停止貨貿談判，抗議馬習會」遊行[32]。

### 2016年
- 1月9日，台灣團結聯盟在凱道舉辦「抗紅潮、挺小英、投台聯」募款餐會[33]。
- 1月15日，民主進步黨取得2016年中華民國總統選舉前夕的凱道路權，舉辦選舉造勢晚會[34]。
- 2月28日，多個學生及民間社團為紀念二二八事件，於凱道舉辦「2016 共生音樂節：我們在這裡」活動[35]。
- 4月11日，因前一個月發生的內湖隨機殺人事件，白玫瑰社會關懷協會發起「白玫瑰運動四起、自己的孩子自己救，萬人５０換正義」集會活動，訴求反對廢除死刑[36]。
- 6月12日，由民間團體發起612凱道閱兵活動。
- 9月3日，監督年金改革行動聯盟等多個團體發起軍公教反污名要尊嚴九三大遊行[37]。
- 9月12日，由多個觀光產業同業公會組成的「百萬觀光產業自救會」，發起「百萬觀光產業自救大遊行」[38]。
- 9月25日，多個反迫遷團體發起「925土地正義重返凱道」，並提出五大訴求[39]。
- 11月13日，下一代幸福聯盟為了反對同性婚姻法案，舉辦「婚姻家庭，全民決定凱道前哨戰]」活動[40]。
- 12月10日，多個同志與性別組織，為了爭取婚姻平權，舉辦「讓生命不再逝去，為婚姻平權站出來」音樂會[41]。

### 2017年
- 1月22日，監督年金改革行動聯盟舉行「全民參與年金改革」抗議活動，抗議年金改革政策[42]。
- 6月4日，親日團體「台灣民政府」舉行「64快樂法理變革大遊行」，提倡其政治理念[43]。
- 7月23日，由北港武德宮等多間宮廟組成「捍衛信仰守護香火大聯盟」，發起「史上最大科，眾神上凱道」活動，對政府減香等政策發起訴求[44]。
- 11月14日，反年金改革團體八百壯士遊行至凱道，抗議軍人年金改革[45]。
- 12月5日，在2017年台灣勞動基準法修正爭議期間，勞工團體於立院抗議被強制驅離後，部份成員前往凱道抗議，不久亦被強制驅離[46]。

- 12月18日，法稅改革聯盟等團體舉辦「法稅真改革•良心救台灣」活動，抗議稅制不公與稅官濫權[47]。

### 2018年
- 1月5日，在2017年台灣勞動基準法修正爭議期間，時代力量立委等人為抗議修法意圖封鎖議場未果後，前往凱道絕食抗議，警方隨即以優勢警力封鎖靜坐區，阻擋其他支援者進入[48]，警方並於1月7日凌晨拆除帳篷，後於1月8日強制驅離[49]。
- 2月17日，基督徒團體臺北市召會主辦「福音大遊行」，與來自全球62個國家的基督徒上街「傳福音」。並於遊行後，與「水流之音聖樂團」於廣場上舉辦音樂會[50]。
- 4月23日，退休警消相關團體發起「警消不服從」抗爭活動，抗議年金改革中警消的相關改革[51]。
- 4月28日，環保團體舉辦「428藻礁永存音樂會」，質疑台灣中油欲興建的第三天然氣接收站可能影響大潭藻礁生態[52]。
- 6月17日，反禁二行程車相關團體舉行「全國二行程．凱道大會師」車聚，抗議空氣污染防制法修正草案刻意打壓二行程機車[53]。
- 6月19日，反年金改革團體八百壯士再次遊行至凱道，抗議軍人年金改革[54]。
- 10月27日，同志團體舉辦2018台灣同志遊行[55]。
- 11月3日，環保團體舉辦「健康永續 藻礁永存」反空污大遊行，以搶救大潭藻礁做為遊行主題[56]。
- 11月4日，法稅改革聯盟舉辦稅改大遊行[57]。
- 12月19日，法稅改革聯盟舉辦「反威權！要生存」大遊行[58]。

### 2019年
- 4月21日，Uber駕駛舉辦「421上凱道」，抗議政府預告修法影響其權益[59]。
- 4月27日，反核團體舉辦廢核遊行。
- 5月1日，勞工團體舉辦2019勞動節遊行。
- 6月1日，韓粉舉辦韓國瑜總統初選造勢活動「庶民總統團結台灣、決戰二○二○贏回台灣」。
- 6月23日，時代力量立法委員黃國昌與健身達人陳之漢共同舉辦「拒絕紅色媒體、守護臺灣民主」遊行。[60]
- 6月29日，文明人權服務協會等團體發起「小白花運動」，訴求保護兒少，反虐童、反霸凌、反酒駕，讓孩童安心長大。
- 7月7日，中國國民黨舉辦「反鐵籠公投凱道大會師」活動，5位國民黨內總統初選參選人亦到場發言。
- 10月26日，同志團體舉辦2019台灣同志遊行。
- 11月2日，國會政黨聯盟舉辦建黨週年慶暨進軍立法院誓師大會活動。
- 12月21日，舉辦閃靈樂團演唱會暨林昶佐競選連任造勢大會。

## 2020年代

### 2020年
- 1月9日，國民黨總統候選人韓國瑜，在總統選舉前舉辦凱道造勢晚會。
- 1月10日，民進黨在總統選舉前舉辦選舉造勢晚會。
- 6月13日，在高雄市長罷免案通過，及市議會議長許崑源墜樓後，挺韓人士發起「百萬白衫軍，庶民上凱道」活動，但因韓國瑜表達不參與意願，後以悼念許崑源及罷免不適任政客立委為訴求[61]。
- 8月19日，為響應聯合國世界人道主義日，法稅改革聯盟、平反1219行動聯盟等民間團體在凱道舉辦「1219全球發聲即刻救援行動」，提出三點訴求：立刻停止違法拍賣、執政團隊落實除錯機制、政府建立有效的救援制度。[62]

### 2023年
- 7月16日，前時代力量立委黃國昌及網紅「館長」陳之漢發起「七月十六上凱道、公平正義救台灣」遊行，要求執政黨民進黨及時任總統候選人落實居住正義和司法改革。
- 8月20日，由吳宜蒨（YC Wu）、陳愷寧發起，行人零死亡推動聯盟舉辦還路於民大遊行。

### 2024年
- 1月11日，民進黨在總統選舉前舉辦選舉造勢晚會。
- 1月12日，台灣民眾黨總統候選人柯文哲，在總統選舉前舉辦凱道選前造勢晚會。

### 2025年
- 4月19日，網紅八炯等舉辦419「守護台灣、拒絕統戰」遊行，訴求為反對中国共产党滲透及統戰 。
- 4月26日，中國國民黨與台灣民眾黨共同舉辦426「反綠共戰獨裁」遊行，要求執政黨民進黨落實司法公正並停止大罷免。
- 5月1日，五一行動聯盟於勞動節舉辦「反霸凌、要保障」遊行，要求政府關注「反霸凌、降工時增國假、老年保障」等要求。
- 5月10日，由於剴剴案，數名家長舉辦「終結兒虐・陪你長大」遊行，要求政府從制度面加強兒少保護。
- 7月24日，反共護台志工聯盟舉辦「迎向成功」造勢晚會，訴求「台灣靠自己」、反對預算凍結。
- 7月25日，中國國民黨舉辦「不同意罷免」選前之夜，訴求選民投下不同意罷免。